# Dhaka Stock Exchange
Der Dhaka Stock Exchange (DSE) (Bengalisch: ঢাকা ঢাকা স্টক) in Dhaka, ist eine der beiden Wertpapierbörsen in Bangladesch (der andere ist der Chittagong Stock Exchange). Im Jahr 2015 belief sich die Marktkapitalisierung von börsennotierten Unternehmen an dem Dhaka Stock Exchange auf über 40 Milliarden US-Dollar. Der DSE ist als eine Public Limited Company eingetragen.

## Geschichte
Erstmals am 28. April 1954 als East Pakistan Stock Exchange Association eingetragen wurde 1956 der formelle Handel aufgenommen. Am 23. Juni 1962 wurde der Name in East Pakistan Stock Exchange geändert und am 13. Mai 1964 wiederum in Dacca (Dhaka) Stock Exchange. Nach dem Bangladesch-Krieg 1971 wurde der Handel für fünf Jahre eingestellt. 1976 wurde der Handel im nun unabhängigen Bangladesch wieder aufgenommen und am 16. September 1986 wurde der heutige DSE gestartet. Die Formel zur Berechnung des DSE-All-Aktienindex wurde am 1. November 1993 gemäß IFC geändert. Der automatisierte Handel wurde am 10. August 1998 eingeleitet und am 1. Januar 2001 begonnen. Am 24. Januar 2004 wurde ein Zentrales Wertpapierdepotsystem eingeführt.
Am 16. November 2009 überschritt der Referenzindex der Börse erstmals 4000 Punkte und setzte mit 4148 Punkten ein neues Hoch. Im Jahr 2010 überschritt der Index 8500 Punkte und brach schließlich im ersten Quartal 2011 ein. Millionen von Investoren verloren ihr Geld, gingen auf die Straße und machten Spekulanten und Aufsichtsbehörden für die Blase verantwortlich. Diese Episode wurde als Marktbetrug von 2011 bekannt. Millionen von Investoren sind infolge des Crashs bankrottgegangen.

## Mitgliedschaften
Die Börse ist Mitglied in:
- World Federation of Exchanges[5]
- South Asian Federation of Exchanges
- Sustainable Stock Exchanges Initiative